# Boranykend
Boranykend är en ort i Azerbajdzjan.   Den ligger i distriktet Saljan, i den sydöstra delen av landet, 140 km sydväst om huvudstaden Baku. Antalet invånare är 2 208.
Terrängen runt Boranykend är mycket platt. Närmaste större samhälle är Arbatan, 19,1 km nordost om Boranykend.
Trakten runt Boranykend består till största delen av jordbruksmark. Runt Boranykend är det ganska glesbefolkat, med 47 invånare per kvadratkilometer.